# Calamus subinermis
Calamus subinermis är en enhjärtbladig växtart som beskrevs av Hermann Wendland och Odoardo Beccari. Calamus subinermis ingår i släktet Calamus och familjen Arecaceae. Inga underarter finns listade i Catalogue of Life.